# Мозер, Ленц
Ленц Мозер (нем. Lenz Moser; 22 июня 1905, Рорендорф-Кремс, Кремс-Ланд — 1 января 1978, Кремс-ан-дер-Донау) — австрийский виноградарь, винодел и энолог. Изобрел и научно обосновал оригинальный комплекс приёмов возделывания винограда, называемый в русскоязычных источниках «системой Мозера» (нем. Hochkultur, в переводе на русский высокая культура).

## Биография
Родился 22 июня 1905 года в Рорендорф-бай-Кремсе. В 1923 окончил школу виноградарства и плодоводства в городе Клостернойбург.
Семья Мозер занимается виноградарством в Рорендорфе недалеко от Кремса с XIV века, и Ленц также пошел по стопам своих предков. На виноградниках Рорендорфа (Нижняя Австрия) и Апетлона (Бургенланд) он изучал сорта винограда и приемы культивирования, вёл научную работы, проводил испытания сортов, завезённых из Венгрии, Франции, Италии, СССР.
Довольно быстро он разработал новую систему возделывания винограда, которую назвали в его честь. Поворотным пунктом для его изобретения была зима 1929, когда ударили морозы, нанёсшие урон множеству виноградников, но практически не затронувшие экспериментальные посадки Ленца Мозера. Особенно хорошо морозы перенесли сорта Грюнер Вельтлинер, Рислинг, Вельшрислинг и Мускат Оттонель. Как результат, посадки Грюнер Вельтлинера в Нижней Австрии резко выросли. Еще более широкое распространение сорт получил после Второй мировой войны, в 1950-е годы. Сегодня это самый важный район для Грюнер Вельтлинера в Австрии.
С середины 1950-х, система Мозера начала распространяться по Австрии. Примерно в это же время, австрийские виноградники стали всё больше и больше разделяться по сортам, и полевая смесь (нем. Gemischter Satz, читается Гемиштер Затц, буквально Смешанный состав) начала терять популярность.
С 1956 года в экспериментальных виноградниках Ленца Мозера устраиваются регулярные обучающие экскурсии, которые посещает множество виноградарей и виноделов как из Австрии, так и из других стран.
Ленц Мозер всегда старался делиться своими знаниями, он много и регулярно читал лекции, как дома, так и за рубежом. Многие виноделы посетили его лекции на дне виноградарства Кремса, ежегодном мероприятии в Кремс-ан-дер-Донау. В 1950 году он издал книгу «Виноградарство по-новому», впоследствии переведенную на 12 языков, в том числе и на русский.
В 1975 году сорт винограда, выведенный Фрицем Цвайгельтом, и ранее называвшийся Ротбургер, по его предложению был переименован в Цвайгельт.
Умер 1 января 1978 (72 года) года в Кремс-ан-дер-Донау.

## Система Мозера
На протяжении почти двух тысячелетий лозы в Австрии выращивались на коротких кольях и высаживались на расстоянии от 1 до 1,20 метра друг от друга. Эта «культура на кольях» практически не может быть механизирована или автоматизирована. Отсутствие механического оборудования и недостаточные средства защиты растений часто приводили к плохим урожаям.
В 1920 году лозы уже выращивались на проволоке (шпалера), но сами лозы все еще выращивались очень близко к земле.
В 1930 годы Ленц Мозер применил все современные на то время технические и научные инновации, чтобы проверить их на пригодность для виноградарства. С 1928 года, он начал высаживать лозы с междурядьем от 3 до 3,5 метров и поднял лозы на стволы, обрезая побеги (штамб) до высоты 1,20-1,30 метров. Ещё, на специальной опорной раме (шпалере) была натянута проволочная сетка для опоры побегов. Это позволило использовать существовавшую в то время сельскохозяйственную технику на виноградниках, а ручные работы по уходу за лозой можно было выполнять намного проще и на удобной рабочей высоте. Таким образом, общая рабочая нагрузка была значительно снижена и созданы предпосылки для дальнейшей механизации австрийского виноградарства.
Его предложения по гораздо менее плотному рассаживанию виноградных лоз и поднятию их на большую высоту, казалось, привели бы к понижению урожайности с гектара и к большей уязвимости для морозов. По мнению тогдашних виноделов, лозы нужно было защищать от зимних морозов зимой, укрывая на зиму. Ленц Мозер доказал, что это не так. В январе и феврале 1929 года температура упала до −31 ° C, и близко посаженные виноградники были практически полностью заморожены. А вот виноградники, культивировавшиеся по системе Мозера были повреждены значительно меньше. Особенно выделились сорта Грюнер Вельтлинер, Рислинг, Вельшрислинг и Мускат Оттонель. Благодаря этому опыту в Рорендорфе возникло все больше и больше виноградников по системе Мозера (15 га в 1938 году).
Бурная механизация сельского хозяйства началась уже после Второй мировой войны. В зачастую смешанных виноградарских и пахотных хозяйствах были доступны самые различные трактора и тягачи. Виноградники по системе Ленца Мозера были уже адаптированы к имевшимся в наличии средствам механизации благодаря увеличенному междурядью, что еще больше увеличило популярность системы.

## Награды
- Был мэром Рорендорфа с 1955 по 1965 год, после чего он стал почетным гражданином Рорендорфа.
- 6 марта 1970 года Ленц Мозер был удостоен звания почетного доктора («Doctor honoris causa») Венского университета природных ресурсов и естественных наук[нем.] за его заслуги перед австрийским виноградарством.
- В 1975 году ему было присвоено звание «Профессор»[кем?].
- В 1980 году австрийские виноделы установили в Рорендорфе памятник Ленцу Мозеру.